# Сара Ахмед
Сара Ахмед (Солфорд, 30. август 1969) британско-аустралијска је списатељица и научница, чија област проучавања обухвата феминистичку теорију, лезбејски феминизам, квир теорију, теорију афекта, критичку теорију расе и постколонијализам. Њен рад, Културна политика емоција, у коме истражује друштвене димензије и циркулацију емоција, препознат је као темељни текст у пољу теорије афекта.

## Живот
Сара Ахмед рођена је у Салфорду, у Енглеској. Почетком 1970-их, са породицом је емигрирала у Аделејд. Кључне теме у њеним радовима, миграција, оријентација, разлика, страност и помешани идентитети, директно се односе на ранија искуства у њеном животу. Дипломирала је на Универзитету у Аделејду, а докторат је стекла у Центру за критичку и културну теорију Универзитета у Кардифу. Тренутно живи на периферији Кембриџа са својом партнерком Саром Френклин, која је академик на Универзитету у Кембриџу.

## Каријера
Од 1994. до 2004. године, Сара Ахмед је радила на Институту за женске студије на Универзитету Ланкастер и једна је од његових бивших директора. Од 2004. до 2009. године, радила је у Одсеку за медије и комуникацију на Голдсмитс колеџу. У пролеће 2009. године била је председавајућа у женским студијама на Универзитету Рутгерс. Током 2013. године била је професорка родних студија на Универзитету у Кембриџу, где је водила истраживање на тему „Вољне жене: феминизам и историја воље". Главни говорник на годишњој конференцији Националног удружења за женске студије била је 2015. године. Године 2016. дала је оставку на Голдсмитс колеџу у знак протеста, због наводног сексуалног узнемиравања студената од стране особља. Свој рад је наставила самостално. Одржава и пише блог, у коме говори и о својој књизи "Живети феминистичким животом". Написала је 10 књига, а уређивала је и велики број књига и часописа.

## Теорије

### Интерсекционалност
Интерсекционалност је неопходна за њен феминизам. Она наводи да је „интерсекционалност почетна тачка, тачка од које морамо кренути ако желимо да прикажемо како моћ функционише”. Наводи да, ако желимо окончати сексизам, морамо обратити пажњу и на расизам и колонијалну моћ који обликују данашње друштво. Интерсекционалност дефинише њен осећај себе, као и њен феминизам.

### Рад на разноврсности
Рад на разноврсности је једна од њених честих тема. Укључен у њене многе радове, укључујући и Живети феминистичким животом. То је концепт који описује шта значи живети феминистичким животом из дана у дан у институцијама. Рад на разноврсности је „учење о техникама моћи у настојању да се трансформишу институционалне норме или у настојању да будемо у свету који не прилагођава наше биће“. Она се ослања на своја искуства обојене жене у академским круговима и на радове других, укључујући Чандру Талпаде Моханти, М. Џеки Александер и Хајди Мирза.

### Лезбејски феминизам и расна класификација
У свом раду на ову тему, Сара Ахмед се ослања на рад других особа које спадају у исту групу, као што су Шери Морага, Глорија Анзалдуа и Одри Лорд. За ове жене наводи да су саме себе записале у постојање. Рад и текстове ових жена Сара Ахмед види као спас.

### Килџој феминизам
Ова идеја говори о животу кроз и са феминизмом, практиковање живота кроз феминистичку филозофију. Такође жели да створи безбедан простор за дељење, како патријахални систем и опресија стварају тензију у свачијем свакодневном животу.

### Афекат и феноменологија
Свој рад фокусира и на анализу проживљеног искуства и афекта или емоција. Афекте дефинише као друштвене појаве које датирају начин на који особа води свој живот. У делу "Обећање среће" она истражује начин на који срећа делује као "друштвени притисак" да се појединци приближе или удаље одређеним понашањима и искуствима.

## Награде
2017. године добила је Кеслер награду за свој допринос ЛГБТ+ популацији.
2019. године додељен јој је почасни докторат Универзитета Малме у Шведској.